# رودريغو أكوستا
رودريغو أكوستا (بالإسبانية: Rodrigo Acosta)‏ (5 مايو 1990 - ) هو لاعب كرة قدم أرجنتيني في مركز الهجوم. لعب مع نادي كونسيبسيون ‏.

## وصلات خارجية
- رودريغو أكوستا على موقع قاعدة بيانات كرة القدم.إي يو (الإنجليزية)